# افغان-تاله (شهرستان بازارقرغون)
افغان-تاله (به لاتین: Oogon-Talaa) یک منطقهٔ مسکونی در قرقیزستان است که در شهرستان بازارقرغون واقع شده‌است. افغان-تاله ۲٬۹۴۳ نفر جمعیت دارد و ۱٬۲۰۴ متر بالاتر از سطح دریا واقع شده‌است.